# Luigi Maldera
Luigi Maldera, detto Gino o Maldera I (Corato, 19 gennaio 1946 – Milano, 5 novembre 2021) è stato un allenatore di calcio e calciatore italiano, di ruolo difensore.

## Biografia
Maldera nacque da una famiglia pugliese emigrata in Lombardia che gestiva un negozio di frutta e verdura. Era il fratello maggiore di Attilio e del più noto Aldo, come lui cresciuti nelle giovanili del Milan.

## Caratteristiche tecniche
Difensore dalle lunghe leve, forte di testa grazie anche a un buono stacco, era abile nell'anticipo e nell'intervento in scivolata.

## Carriera

### Calciatore
Entrò nel settore giovanile del Milan nel 1962, per poi esordire in prima squadra il 27 ottobre 1965 contro lo Strasburgo (2-1 per i francesi), nella Coppa delle Fiere 1965-1966.

Maldera, al Milan, soccorre il bianconero Anastasi nel corso di Milan-Juventus del 28 febbraio 1971.

Tra il 1966 e il 1968 viene prestato al Verona e al Monza, in Serie B, per accumulare esperienza. Fa ritorno al Milan nel 1968, esordendo in Serie A il 1º dicembre 1968 contro il Cagliari (0-0), disputando un'ottima prova in marcatura su Roberto Boninsegna. Con il Milan vinse una Coppa dei Campioni e una Coppa Intercontinentale, entrambe nel 1969.
Dopo tre stagioni, 72 presenze complessive e tre gol tra campionato e coppe, si trasferisce al Catanzaro, neopromosso in Serie A. Rimane in Calabria per 6 stagioni, conquistando due promozioni nella massima serie (stagioni 1975-1976 e 1977-1978).
All'indomani della seconda promozione, ormai trentaduenne, viene ceduto in Serie C1 al Piacenza, con cui conquista il quarto posto finale. Chiude la carriera nel Seregno, in Serie C2.
In carriera ha collezionato complessivamente 92 presenze e 4 reti in Serie A e 216 presenze e 6 reti in Serie B.

### Allenatore
Dal 1980 al 1997 ha allenato le squadre giovanili del Milan e in seguito è diventato istruttore nelle Scuole Calcio gemellate con i rossoneri.

## Palmarès

### Competizioni internazionali
- Coppa dei Campioni: 1

Milan: 1968-1969
- Coppa Intercontinentale: 1

Milan: 1969